# دیالوکا
دیالوکا (به مجاری:  Gyalóka) یک شهرداری در مجارستان است که در ناحیه شوپرون واقع شده‌است. دیالوکا ۳٫۹۳ کیلومتر مربع مساحت و ۷۳ نفر جمعیت دارد.